# Consultor técnico
Na produção cinematográfica, um consultor técnico é alguém que aconselha o diretor sobre a representação convincente de um assunto. A experiência do consultor adiciona realismo tanto à atuação quanto ao cenário de um filme.
Nipo T. Strongheart foi um notável consultor técnico em vários filmes que tratavam de nativos americanos.